# 1995 GA7
1995 GA7, também escrito como 1995 GA7, é um objeto transnetuniano (TNO) que está localizado no cinturão de Kuiper, uma região do Sistema Solar. Ele é classificado como um cubewano. Ele possui uma magnitude absoluta (H) de 7,5 e, tem um diâmetro estimado com cerca de 139 km, por isso é pouco provável que possa ser classificado como um planeta anão, devido ao seu tamanho relativamente pequeno.

## Descoberta
1995 GA7 foi descoberto no dia 03 de abril de 1995 pelos astrônomos J. Chen e D. C. Jewitt.

## Órbita
A órbita de 1995 GA7 tem uma excentricidade de 0.119 e possui um semieixo maior de 39.455 UA. O seu periélio leva o mesmo a uma distância de 34.751 UA em relação ao Sol e seu afélio a 44.160.